# James Bond 007: Ein Quantum Trost
Ein Quantum Trost (orig. Quantum of Solace) ist ein britisch-US-amerikanischer Agententhriller und der 22. Teil von Eons James-Bond-Reihe. Direkt im Anschluss an die Ereignisse aus Casino Royale verfolgt Bond die Spur rund um die Welt zu einer kriminellen Organisation, die mithilfe korrupter Militärs das Grundwasser in Bolivien privatisieren will. Bei Daniel Craigs zweitem Auftritt in der Hauptrolle führte der Deutsch-Schweizer Marc Forster Regie. Die Weltpremiere fand am 29. Oktober 2008 in London statt, im deutschsprachigen Raum startete er am 6. November in den Kinos.

## Handlung
Unmittelbar nach den Ereignissen in Casino Royale wird der britische Geheimagent James Bond am Westufer des Gardasees in seinem Aston Martin bei einer wilden Verfolgungsjagd aus zwei Alfa Romeos beschossen. In den Marmorsteinbrüchen von Carrara entkommt er ihnen und fährt in Siena durch ein Tor in ein Gebäude. In seinem Kofferraum hat er Mr. White – ein Mitglied einer Geheimorganisation, die sogar dem MI6 unbekannt ist. Er soll durch M, die Chefin des MI6, in Siena verhört werden, wo gerade auch das Pferderennen Palio stattfindet.
In einem Kellerraum von Sienas Altstadt erinnert M Bond an Vesper Lynd, die er heiraten wollte, doch sie hatte ihn verraten und sich das Leben genommen. M zeigt Bond ein Foto von Vespers Freund, dessen Tod vorgetäuscht wurde, damit der MI6 nicht mehr nach ihm sucht. M vermutet, dass Bond ihn jagen will, um Vespers Tod zu rächen. Gemeinsam verhören sie White, der sich über sie lustig macht und damit prahlt, dass seine Organisation ihre Leute überall habe. Daraufhin erschießt Ms Leibwächter Mitchell einen weiteren Leibwächter, feuert auf Bond und M und flüchtet. Bond verfolgt ihn durch die Zuschauermenge des Pferderennens und tötet ihn in einer Kirche, die gerade renoviert wird. Als Bond wieder zum Ort des Verhörs zurückkehrt, ist White geflohen und M hat sich in Sicherheit gebracht.
M trifft Bond in der Wohnung ihres verräterischen Leibwächters in London, in der sie Hinweise auf die Organisation sucht, für die Mitchell gearbeitet hat. Der MI6 findet durch Rückverfolgung von registriertem Geld ein weiteres Mitglied der Geheimorganisation, das in einem Hotel in Haiti eingecheckt hat, und besitzt damit eine Spur, die Bond verfolgen kann.

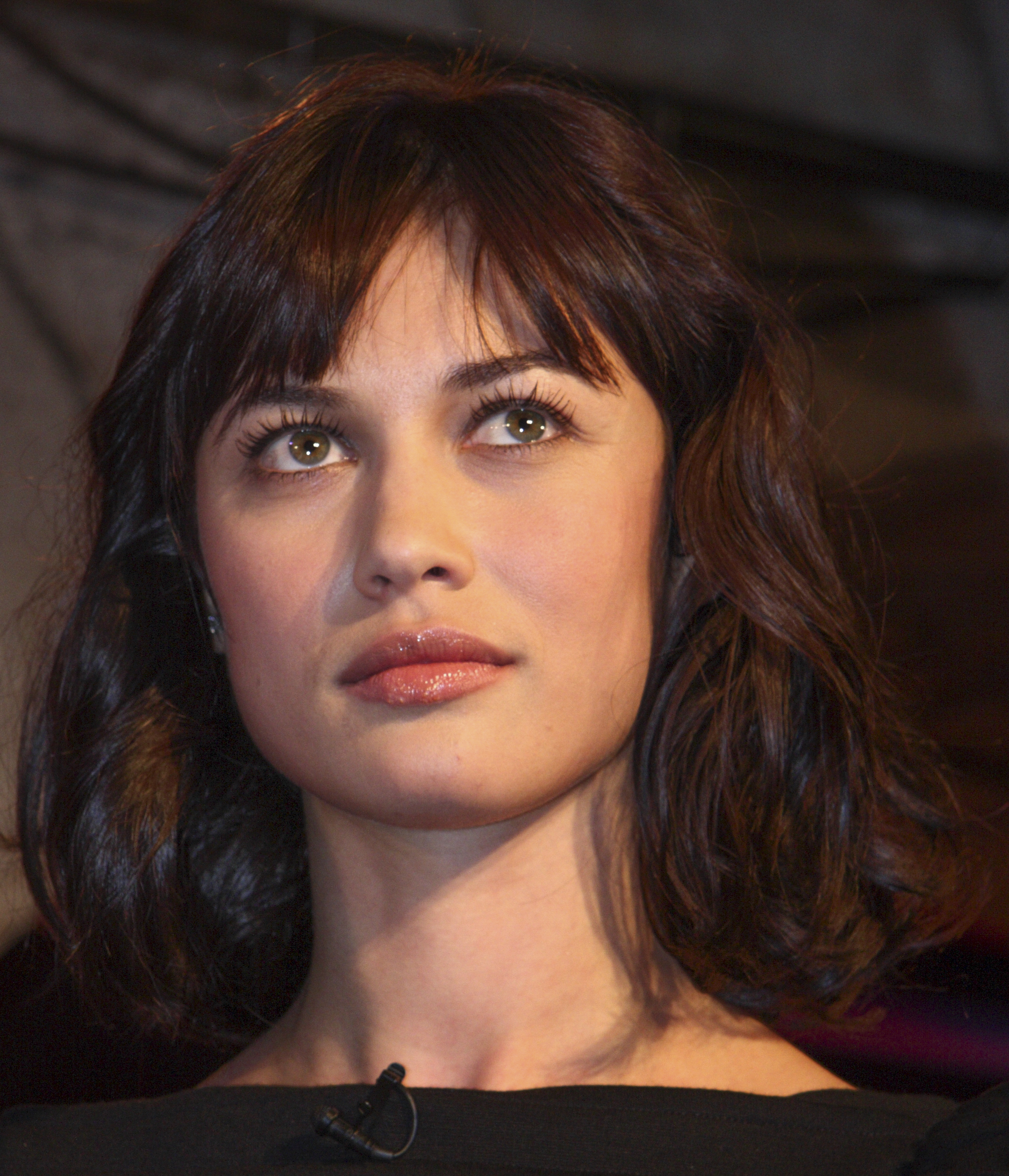
Olga Kurylenko als Camille

Bond reist nach Haiti und bricht dort in ein vermeintlich leeres Hotelzimmer ein. Er wird von dem Zimmerbewohner angegriffen und tötet ihn nach einem heftigen Kampf, ohne ihn verhören zu können. An der Rezeption gibt er sich als der Hotelgast aus und kommt so in den Besitz eines Koffers, der für den Getöteten abgegeben wurde. Als Bond das Hotel verlässt, hält ein Auto, dessen Fahrerin Camille ihn zum Einsteigen auffordert, weil sie ihn für einen Informanten hält. Bond spielt mit und steigt ein. Kurze Zeit später werden sie von einem Motorradfahrer verfolgt. Bond öffnet den Koffer, in dem sich eine Waffe und ein Bild von Camille befinden. Camille glaubt, dass Bond ein Auftragskiller sei, der auf sie angesetzt ist, und versucht, ihn zu erschießen. Nach einem kurzen Handgemenge stürzt er aus dem Auto, während sie davonfährt. Bond nimmt sich gewaltsam das Motorrad des Verfolgers und verfolgt nun Camille bis zu einem Hafen.
Camille trifft im Hafengebäude auf ihren Liebhaber Dominic Greene, den sie wegen des Mordauftrags zur Rede stellt. Greene weiß zu diesem Zeitpunkt noch nicht, dass Camille eine bolivianische Agentin ist, hat aber bemerkt, dass sie ihm nachspioniert hat und im Grunde nur darauf aus ist, ihre Familie zu rächen, die vom bolivianischen General Medrano getötet wurde. Greene will dem General zur Präsidentschaft verhelfen und verlangt als Gegenleistung ein scheinbar wertloses Stück bolivianischer Wüste. Camille soll dem General als „süße Abrundung“ des Geschäfts überlassen werden, was ihren Racheplänen entgegenkommt, da sie so die Möglichkeit sieht, ihre Rache zu vollziehen. Bond, der die Szenerie beobachtet hat und annimmt, Camille sei in Gefahr, verfolgt den General mit einem Motorboot, rammt dessen Boot und flüchtet mit Camille. Nach einer wilden Verfolgungsjagd zu Wasser übergibt er – wieder an Land – die inzwischen bewusstlose Camille einem Hotelpagen und lässt Greene vom MI6 überprüfen. Dieser sitzt inzwischen in einem Flugzeug nach Bregenz mit Gregg Beam, dem Leiter der Sektion Südamerika der CIA, sowie dessen Mitarbeiter Felix Leiter. Beam will Greene unterstützen, weil er sich dafür Ölvorkommen für die USA ausrechnet.

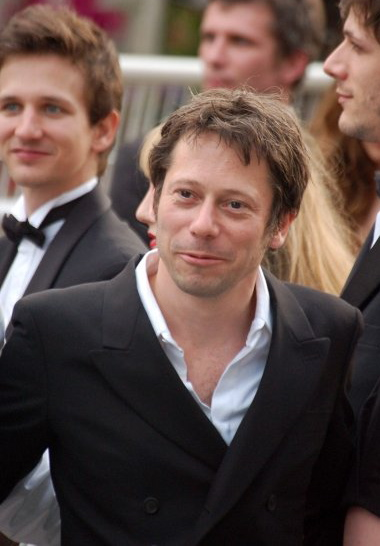
Mathieu Amalric spielt Bonds Gegenspieler Greene

Bond ortet Greene in Bregenz und belauscht während einer Tosca-Aufführung der Bregenzer Festspiele ein verstecktes Treffen mehrerer Mitglieder der Geheimorganisation, von der Mr. White gesprochen hat. Bond kann etliche der Verschwörer fotografieren und somit enttarnen, allerdings nicht Mr. White, der sich unbemerkt absetzen kann. Außerdem erfährt Bond nun erstmals den Namen der Geheimorganisation: „Quantum“. In der Küche des Festspieltheaters kommt es zu einer Schießerei mit Greenes Leibwächtern. Dabei kommt der Leibwächter des Sondergesandten des Premierministers um, was M in Erklärungsnot bringt, da aus Bregenz berichtet wird, Bond habe den Mann erschossen. Sie ruft ihn zurück nach London. Da er ihren Anweisungen nicht nachkommt, sperrt sie seine Bankkonten, Kreditkarten und Pässe. Daher beschließt Bond, den MI6 auf eine falsche Fährte nach Kairo zu locken und Hilfe bei seinem Vertrauten René Mathis in Talamone zu suchen. Mathis spürt, wie sehr Bond unter dem Verlust von Vesper leidet, und spendet ihm Trost mit seiner Einschätzung, dass sie ihn geliebt hat und trotz ihres Verrats für ihn gestorben ist.
Bond kann Mathis überreden, zusammen mit ihm nach Bolivien zu reisen, wo sie von Strawberry Fields empfangen werden, einer Mitarbeiterin des britischen Konsulats, die ihn zurück nach England schicken soll. Bond lässt seinen Charme spielen und verführt Fields im Hotelbett. Als beide später eine Benefizveranstaltung von Greene besuchen, treffen sie diesen und Camille wieder. Auch Mathis sowie Beam und Leiter sind anwesend. Nach einem verbalen Schlagabtausch mit Greene verlässt Bond die Party mit Camille, die ihm Greenes Projekt zeigen soll, das angeblich zur Rettung der Umwelt beiträgt. Kurze Zeit später werden sie von zwei Motorradpolizisten angehalten. Diese fordern Bond auf, den Kofferraum seines Wagens zu öffnen, in dem zu Bonds Überraschung der schwerverletzte Mathis liegt. Als die Polizisten das Feuer eröffnen, tötet Bond sie, doch Mathis stirbt in seinen Armen.
Bond und Camille fliegen mit einer alten Douglas DC-3 über die Wüste, in der sich Greenes Umweltprojekt befinden soll. Als sie von einem Kampfflugzeug und einem Hubschrauber beschossen werden, kann Bond durch waghalsige Flugmanöver das andere Flugzeug abdrängen, so dass es an einem Felsen zerschellt. Kurz bevor die DC-3 abstürzt, können Bond und Camille per Fallschirm aus dem Flugzeug springen. Sie landen unverletzt in einer Doline, in der Bond von Camille erfährt, dass Medrano ihre Familie ausgelöscht hat. Sie entdecken einen der riesigen unterirdischen Wasservorräte, die Greene in der Wüste besitzt. So wird Greenes Plan offensichtlich: Er hat durch Staudämme eine Dürre herbeigeführt und will nun die unterirdischen Wasservorräte im Auftrag seiner Organisation teuer an die Regierung verkaufen.
Bond und Camille kehren in das Hotel zurück, in dem Bond und Fields zuvor eingecheckt haben. M und einige MI6-Agenten erwarten Bond schon, da der Minister der Meinung ist, Bond liefe Amok. Dieser sieht die in Öl ertränkte Fields auf dem Hotelbett liegen und soll nun durch M suspendiert werden. Er weigert sich jedoch, entwaffnet die Agenten, die ihn aufhalten sollen, und flieht mit der vor dem Hotel wartenden Camille.
Bond nimmt Kontakt zu Felix Leiter auf, der ihm verrät, dass Greene und Medrano sich in einem Hotel in der Wüste treffen wollen, um ihre Pläne zu besiegeln. Gleichzeitig warnt Leiter Bond, dass die CIA ihn aufhalten will, da sie ebenfalls an dem von Greene geplanten Machtwechsel in Bolivien interessiert ist.
Camille sieht erneut die Chance, sich an Medrano zu rächen, und begleitet Bond in die Wüste. Bond eröffnet ihr, dass er über ihre wahre Identität als bolivianische Agentin im Bilde ist. Die beiden dringen in das Hotel ein, als Greene gerade die Verträge unterzeichnen lässt. Medrano zieht sich in seine Suite zurück und ist eben im Begriff, eine Kellnerin zu vergewaltigen, als Camille hereinkommt. Gleichzeitig beginnt Bond eine Schießerei mit den Wachleuten, nachdem er dem Polizeichef Carlos mit einem Hinweis auf Mathis in den Kopf geschossen hat. Durch die Schießerei entsteht ein Brand, der mehrere Wasserstofftanks explodieren lässt. Während Bond mit Greene kämpft, fängt Medranos Hotelzimmer ebenfalls Feuer, und Camille gelingt es, nach einem Handgemenge Medrano zu erschießen. Bond kann ihr gerade rechtzeitig aus dem brennenden, zerstörten Hotel helfen und den fliehenden Greene einholen. Nachdem Bond Greene zu Quantum verhört hat, setzt er ihn mit einer Dose Motoröl als einzigem „Getränk“ mitten in der Wüste aus.
In Russland trifft Bond auf den verräterischen Freund Vespers, der inzwischen eine Beziehung mit einer kanadischen Regierungsangestellten führt. Bond warnt sie und überlässt ihren Freund dem Secret Service. M hebt Bonds Suspendierung auf, woraufhin er so reagiert, als sei er nie suspendiert worden. M berichtet, dass die CIA Gregg Beam abgesetzt und stattdessen Felix Leiter zum Leiter der Südamerika-Abteilung befördert hat. Außerdem wurde Greene in der Wüste gefunden – mit zwei Kopfschüssen und mit Motoröl in seinem Magen. Schließlich wirft Bond Vespers Halskette hinter sich in den Schnee und geht davon.

## Entstehung

### Vorproduktion
Im Juni 2007 entschied sich die Produktionsfirma Eon, den Deutschschweizer Marc Forster als Regisseur für den Film zu verpflichten. Forster zeigte sich von der Nominierung überrascht, da er nie ein großer Bond-Fan gewesen sei. Er hätte auch die Aufgabe nicht angenommen, bevor er Casino Royale gesehen habe. Forster ist der erste Bond-Regisseur, der nicht aus einem Commonwealth-Land stammt. Neal Purvis und Robert Wade schrieben zum vierten Mal in Folge das Drehbuch für einen Bond-Film. Paul Haggis überarbeitete es mithilfe von Michael G. Wilson und Marc Forster später zu großen Teilen. Es wurde noch unmittelbar vor dem Autorenstreik in Hollywood fertig.
| Figur              | Darsteller              | Deutscher Sprecher    |
| ------------------ | ----------------------- | --------------------- |
| James Bond         | Daniel Craig            | Dietmar Wunder        |
| Dominic Greene     | Mathieu Amalric         | Oliver Rohrbeck       |
| Camille            | Olga Kurylenko          | Ute Noack             |
| M                  | Judi Dench              | Gisela Fritsch        |
| Strawberry Fields  | Gemma Arterton          | Maria Koschny         |
| René Mathis        | Giancarlo Giannini      | Bernd Rumpf           |
| Felix Leiter       | Jeffrey Wright          | Olaf Reichmann        |
| Mr. White          | Jesper Christensen      | Wolfgang Condrus      |
| Elvis              | Anatole Taubman         | Anatole Taubman       |
| Gregg Beam         | David Harbour           | Jörg Hengstler        |
| Außenminister      | Tim Pigott-Smith        | Bodo Wolf             |
| General Medrano    | Joaquín Cosío           | Abelardo Decamilli    |
| Polizeichef Carlos | Fernando Guillén Cuervo | Juan Carlos Hernández |
| Corinne Veneau     | Stana Katić             | Gundi Eberhard        |
| Mr. Slate          | Neil Jackson            | Matthias Deutelmoser  |
| Bill Tanner        | Rory Kinnear            | Frank Schaff          |

Nach Casino Royale ist Ein Quantum Trost der zweite Bond-Film mit dem britischen Darsteller Daniel Craig in der Rolle des James Bond. Drehbuchautor Paul Haggis sagt über ihn: „Bond wird derselbe sein, den man in Casino Royale kennengelernt hat, ein sehr menschlicher und mit Makeln behafteter Auftragskiller, ein Mann, der sich in einer moralisch komplexen und oft zynischen Welt zurechtzufinden hat, während er versucht, seiner Überzeugung von Gut und Böse treu zu bleiben.“
Der niederländische Schauspieler Thom Hoffman wurde zunächst für die Rolle von Bonds Gegenspieler Dominic Greene besetzt. Doch weil er und die Produzenten verschiedene Auffassungen der Figur hatten, wurde er durch den französischen Schauspieler Mathieu Amalric ersetzt. Greene gibt sich im Film als Umweltschützer und Pflanzenliebhaber aus und führt eine wohltätige Organisation.
Olga Kurylenko spielt das Bond-Girl Camille, eine russisch-bolivianische Agentin. „Zu Beginn wird sie eine Gegnerin Bonds sein, aber sie müssen zusammenarbeiten“, sagte die Schauspielerin. „Wir werden sehen, ob sie vertrauenswürdig ist.“ Kurylenko, die keine Stunts mag, trainierte drei Wochen lang den Umgang mit Waffen und den Kampf. Sie überwand ihre Furcht aufgrund der guten Zusammenarbeit mit Craig.
Gemma Arterton verkörpert Strawberry Fields aus dem britischen Konsulat in Bolivien, wo sie laut M „Ordner sortiert“. Sie soll dafür Sorge tragen, dass Bond wieder zurück nach England reist, lässt sich jedoch auf eine Affäre mit ihm ein. Ihr Tod ist eine Hommage an den Bond-Film Goldfinger, bei dem eine mit einer Goldschicht überzogene Leiche in ähnlicher Pose auf einem Bett vorgefunden wird. Passend zum Thema wurde Fields in Öl (umgangssprachlich „Schwarzes Gold“) gebadet.
Judi Dench verkörpert zum sechsten Mal M, Bonds Chefin beim MI6. Jeffrey Wright und Giancarlo Giannini wiederholen ihre Rollen aus Casino Royale als Felix Leiter, Bonds Freund vom amerikanischen Geheimdienst CIA, und René Mathis, französischer Verbindungsmann des MI6.
Joaquín Cosío wurde in der Rolle des General Medrano als lateinamerikanischer Militärführer besetzt. Jesper Christensen wiederholt ebenfalls seine Nebenrolle aus Casino Royale als Mr. White. Elvis, Handlanger und Cousin von Dominic Greene, wird vom Schweizer Anatole Taubman verkörpert. Dieser tritt damit in eine lange Reihe deutschsprachiger Gegenspieler und Handlanger in den James-Bond-Filmen, der unter anderem Gert Fröbe und Curd Jürgens angehören. Er ist nach Ursula Andress und Carlos Leal der dritte Schweizer mit einer Rolle in einem Bond-Film. Im Film durfte er sogar zwei Sätze auf Schweizerdeutsch sprechen. Charlie Chaplins Enkelin Oona Castilla Chaplin spielt eine Hotelrezeptionistin.

### Titelwahl

Englisches Quantum of Solace Logo

Produzent Wilson legte den Titel für den Film erst kurz vor der offiziellen Pressekonferenz am 24. Januar 2008 fest. Er wurde einer Kurzgeschichte aus Ian Flemings Kurzgeschichtensammlung 007 James Bond greift ein entnommen. Die Kurzgeschichte trägt den deutschen Titel Ein Minimum an Trost. Im Juni 2008 wurde allerdings der offizielle deutsche Titel als Ein Quantum Trost bekanntgegeben, damit der Bezug zur Organisation „Quantum“ im Film nicht verloren geht. Inhaltlich lehnt sich der Film jedoch nicht an Flemings Kurzgeschichte an.

### Dreharbeiten
Die Dreharbeiten zum Film begannen im August 2007 beim jährlichen Palio di Siena, einem Pferderennen in Siena in Italien. Die Bilder sollten später Teil des Films werden. Wegen der brutalen Vorgehensweisen dort wurden bereits Proteste laut. So ist es erlaubt, das gegnerische Pferd zu peitschen oder den Jockey vom Pferd zu werfen. Auf ähnliche Probleme stieß die Crew im April 2008, als in Chile gedreht wurde. Die bolivianische Regierung wollte vermeiden, dass ihr Land als Heimat von Drogenhändlern dargestellt wird, und schrieb den Produzenten einen Protestbrief. Die Hauptdreharbeiten sollten am 10. Dezember 2007 beginnen, wurden aber auf den 3. Januar 2008 verschoben. Insgesamt wurden folgende Drehorte genutzt:
- Großbritannien
  - Farnborough Airfield, Farnborough
  - Pinewood Studios, London
  - Bodyflight Bedford, Bedford
- Österreich
  - Seebühne der Bregenzer Festspiele, Bregenz
  - Feldkirch
- Italien[23]
  - Carrara und seine Marmor-Steinbrüche
  - Malcesine und Limone sul Garda, Gardesana Occidentale[24] am Gardasee
  - Maratea und Craco, Basilikata
  - Siena
  - Talamone, Grosseto
- Venezuela
  - La Guaira
- Panama
  - Altstadt von Panama-Stadt
  - Fort Sherman bei Colón
  - Howard Air Force Base
  - Goat Island in den Mangrovenwäldern zwischen Garrote und Cacique
- Mexiko
  - Luftkampf über Baja California
- Chile
  - Antofagasta
  - Cobija in der Atacama-Wüste
  - ESO (=European Southern Observatory)
  - ESO Hotel in der Atacamawüste

Die Dreharbeiten in Panama-Stadt begannen am 7. Februar 2008 auf der Howard Air Force Base. Das Gebiet stellt im Film Bolivien dar, mit dem Instituto Nacional de Cultura de Panamá als Grandhotel. Eine Sequenz mit mehreren hundert Statisten wurde in Colón gedreht. Die Crew sollte für zehn Tage nach Cusco in Peru reisen, wo aber wegen schlechter Wetteraussichten nicht gedreht werden konnte. Danach wurde in Chile gedreht: In Antofagasta, Cobija, im Paranal-Observatorium und in der Wüste von Atacama. Forster wählte die Wüste und das ESO Hotel des Observatoriums, um Bonds steife Emotionen darzustellen.

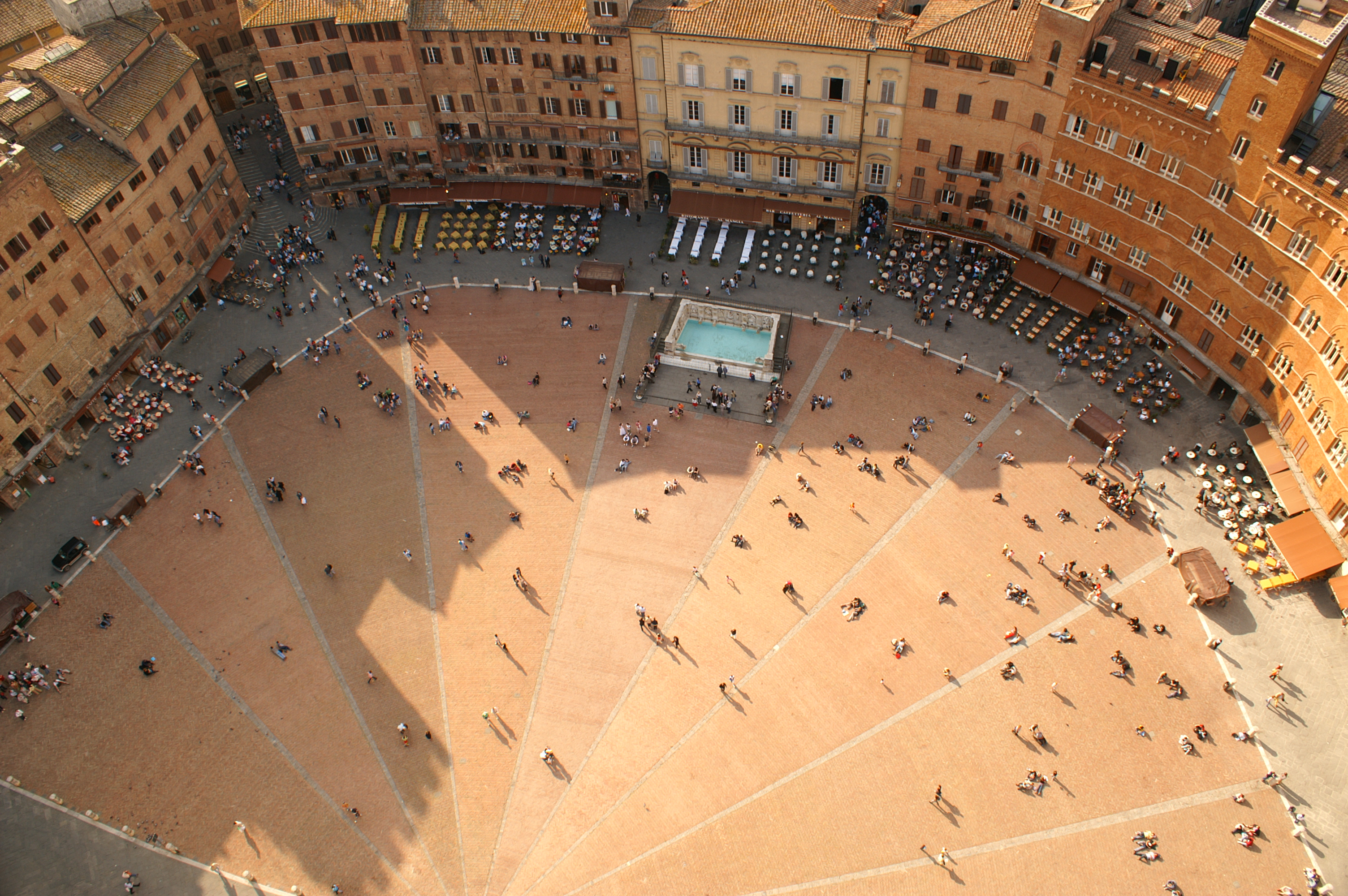
Siena: Piazza del Campo vom Turm (Torre del Mangia) des Palazzo Pubblico

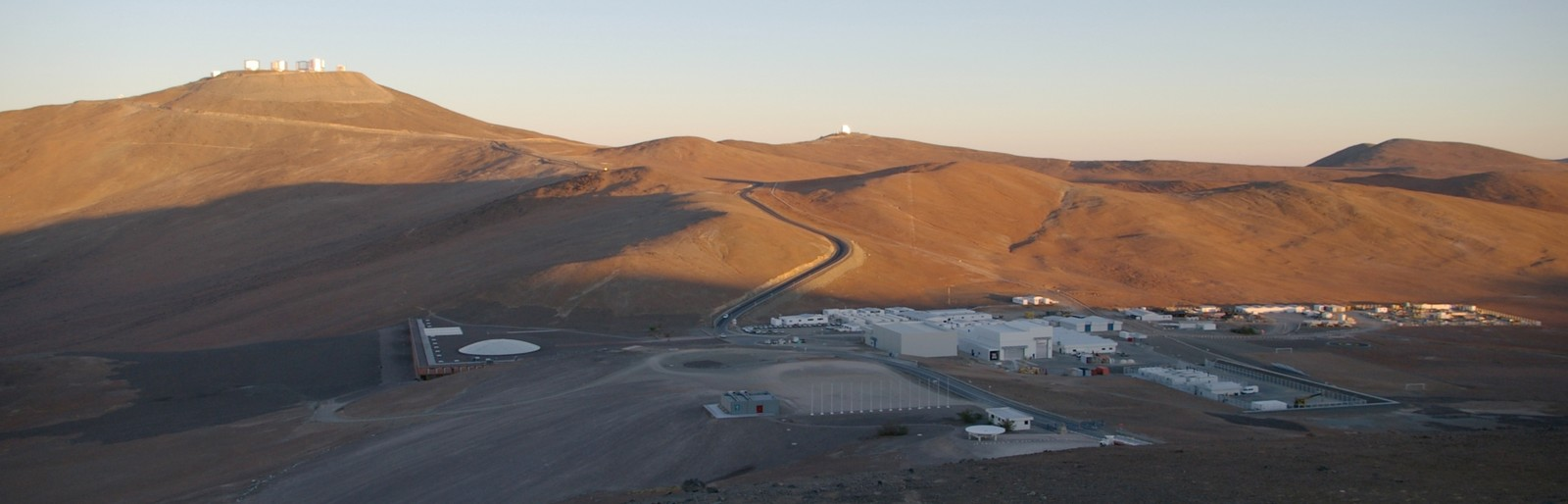
Marc Forster wählte die Atacama-Wüste als Drehort

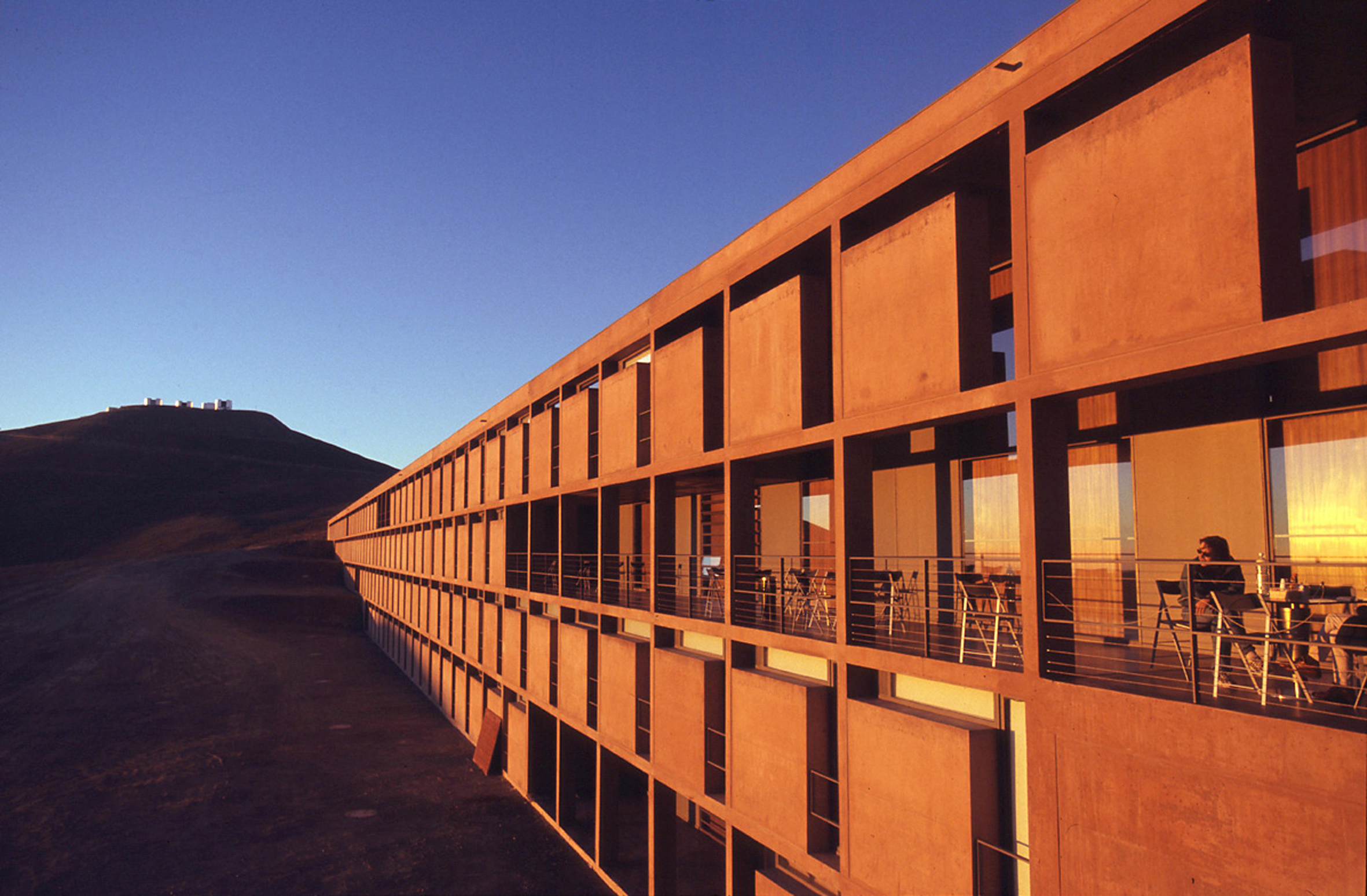
Süd-West-Fassade des ESO Hotels bei Dämmerung

Am 1. April 2008, während der Filmarbeiten in Chile, fuhr der Bürgermeister der chilenischen Kleinstadt Sierra Gorda, Carlos López (der fünf Monate vorher von seinem Amt suspendiert worden war) mit seinem Auto in den Drehort. Er war wütend, weil Antofagasta als zu Bolivien gehörend dargestellt werden sollte, was die im Norden Chiles liegende Hafenstadt bis zum Salpeterkrieg auch war. Er sagte, Regierungen könnten auch solche Andeutungen in Filmen für politische Zwecke missbrauchen. Außerdem war López verärgert über die übermäßigen Sicherheitsmaßnahmen am Drehort. Er werde dadurch an die Diktatur von Augusto Pinochet erinnert. López wurde vorübergehend verhaftet.
Wilson erklärte, Bolivien sei aufgrund seiner vergangenen Wasserprobleme für die Geschichte geeignet. Er wunderte sich aber über die immer noch tiefsitzenden Wunden, die der Salpeterkrieg hinterlassen hatte.

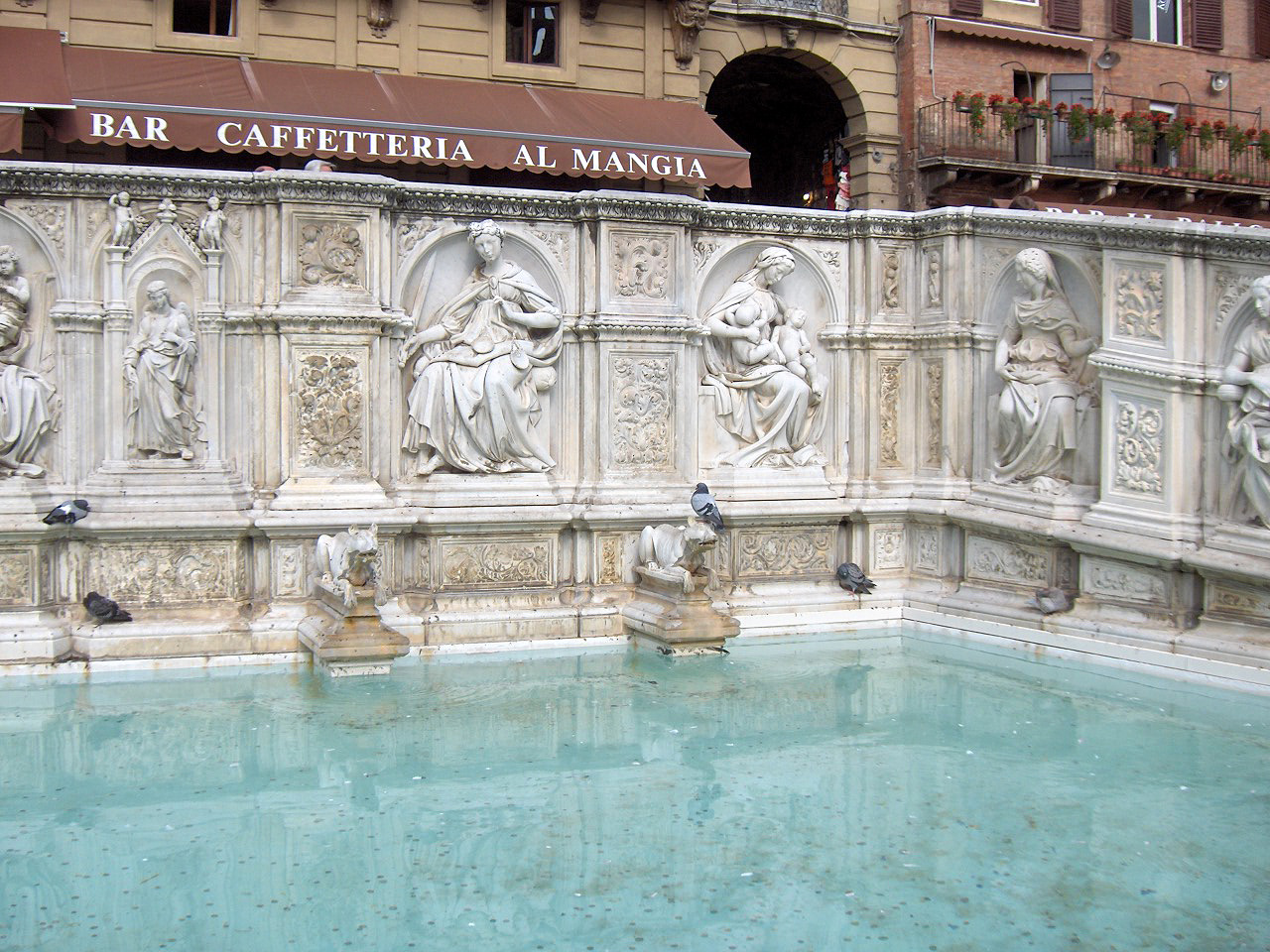
Fonte Gaia in Siena

Vom 4. bis zum 12. April 2008 wurde über den Dächern von Siena gedreht, wobei vier große Kamerakräne installiert werden mussten. Die Stadt soll eine Million Euro für die Dreharbeiten und die benötigten 300 Statisten erhalten haben. Anschließend wurde auf der Gardesana Occidentale, der Küstenstraße am westlichen Ufer des Gardasees, eine Verfolgungsjagd gedreht. Die Dreharbeiten waren äußerst gefährlich und mühsam. Ständiger Regen zwang die Crew dazu, fast ausschließlich in den Tunnels von Gargnano und Malcesine zu filmen. Insgesamt wurden sieben Aston Martins für die Aufnahmen verwendet. Am 19. April fuhr ein Mitarbeiter des Herstellers mit einem Aston Martin DBS auf dem Weg zum Drehort aus ungeklärten Gründen in den Gardasee. Der Fahrer blieb unverletzt und konnte sich aus dem bereits gefluteten Auto retten, das Auto war jedoch schrottreif. Stuntdouble für Daniel Craig war Martin Ivanov, ein bulgarischer Judoka. Zwei Tage später wurden zwei andere Stuntleute schwer verletzt, als sie in eine Wand fuhren. Die Drehorte, die hier hintereinander geschnitten wurden (Gardasee, Carrara und Siena), sind tatsächlich jeweils 300 Kilometer voneinander entfernt.
Auf der Seebühne Bregenz, Österreich, in den Kulissen der Oper Tosca, wurde vom 29. April bis zum 9. Mai gedreht. Für die Szene wurden bereits Anfang 2008 1500 Statisten ausgesucht, 5200 Personen hatten sich für eine Rolle beworben. Anders als im Film gezeigt verfügt die Stadt Bregenz über keinen eigenen Flughafen. Diese Szene wurde am Flughafen von Farnborough (Großbritannien) gedreht. Bei der Fahrt durch Bregenz handelt es sich in Wirklichkeit um die Altstadt von Feldkirch. Gedreht wurde auch am Bodenseedampfer Hohentwiel.
Zum Abschluss der Dreharbeiten in Europa kehrte die Crew nach Siena zurück. Anschließend wurden einige Szenen in den Pinewood Studios in England gedreht. Die letzte Klappe der Dreharbeiten fiel am 21. Juni 2008.
Dennis Gassner, der bereits bei den Filmen Road to Perdition und Der Goldene Kompass mit Daniel Craig zusammenarbeitete, verantwortete das Szenenbild und löste damit Peter Lamont ab, der bereits seit Goldfinger an der Filmreihe mitgewirkt hatte.

### Nachproduktion
Für die Filmmusik ist wie in den vorangegangenen Bond-Filmen David Arnold verantwortlich. Er sagte, er sei froh darüber, dass Forster ihm genügend Zeit zur Ausarbeitung der Musik lasse, denn bei Casino Royale war der Zeitplan viel enger. Alicia Keys und Jack White singen den ikonografischen Titelsong dieses Bond-Films. Another Way to Die ist das erste Duett in der Geschichte der Bond-Filme. Der Soundtrack erschien erstmals 2008 bei J Records auf CD. Auffällig ist hier, dass der Titelsong erst an das Ende gestellt wurde. Das Booklet enthält ein klappbares Mini-Poster des Hauptmotivs. Der Ton des Filmes wurde in den von Peter Gabriel betriebenen Real World Studios in Box, Wiltshire bearbeitet.
Titelliste der Originalauflage
1. Time to Get Out (03:28)
2. The Palio (04:59)
3. Inside Man (00:38)
4. Bond in Haiti (00:35)
5. Somebody Wants to Kill You (02:17)
6. Greene and Camille (02:13)
7. Pursuit at Port au Prince (05:58)
8. No Interest in Dominic Greene (02:44)
9. Night at the Opera (03:02)
10. Restrict Bond’s Movements (01:31)
11. Talamone (00:34)
12. What’s Keeping You Awake (01:40)
13. Bolivian Taxi Ride (00:49)
14. Field Trip (00:41)
15. Forgive Yourself (02:26)
16. DC3 (01:15)
17. Target Terminated (03:53)
18. Camille’s Story (03:58)
19. Oil Fields (02:29)
20. Have You Ever Killed Someone? (01:32)
21. Perla de las Dunas (08:07)
22. The Dead Don’t Care About Vengeance (01:14)
23. I Never Left (00:40)
24. Another Way to Die (Jack White & Alicia Keys) (04:23)

Ursprünglich war Amy Winehouse – trotz kritischer Medienberichte über ihr öffentliches Auftreten – für das Titellied vorgesehen, konnte aber in der gegebenen Zeit keine Aufnahme fertigstellen: Arnold hatte bereits ein Motiv aus seinem Soundtrack für Winehouse und ihren Produzenten Mark Ronson vorgesehen. Eine Zeitlang arbeiteten beide weiter an einer Demo im „zeitgemäßen 60er-Jahre-Stil“, aber Winehouse konnte auf Basis der Vorgaben keine Inspiration finden. Letztendlich bezeichnete Ronson Winehouse als „nicht bereit“, und es fanden nie Aufnahmen statt.
Ein Quantum Trost wurde mit 106 Minuten Spiellänge der bis dato kürzeste aller Bond-Filme. Die Handlung des Films knüpft unmittelbar an seinen Vorgänger Casino Royale an, was nach 37 Jahren erst das zweite Mal, seit Diamantenfieber 1971, in der Geschichte der James-Bond-Reihe ist. Die deutsche Synchronbearbeitung entstand bei Interopa Film in Berlin. Das Dialogbuch verfasste Klaus Bickert, Synchronregie führte Axel Malzacher.

## Veröffentlichung und Promotion

### Auswertung
Mit einem Produktionsbudget von 230 Millionen US-Dollar war Ein Quantum Trost der bis dato teuerste Bond-Film, sein Vorgänger Casino Royale hatte noch ein Budget von etwa 150 Millionen US-Dollar.
In Großbritannien nahm der Film am ersten Tag nach seiner Veröffentlichung 4,9 Millionen Pfund (≈5,8 Millionen Euro) ein und brach damit das Rekordeinspielergebnis von Harry Potter und der Feuerkelch, der an seinem ersten Tag 4,02 Millionen Pfund (≈4,8 Millionen Euro) einnahm. Am ersten Wochenende kam er auf ein Einspielergebnis von 15,5 Millionen Pfund (≈18,4 Millionen Euro) und nahm weitere 14,2 Millionen Pfund in Frankreich und Schweden ein. Nach drei Wochen spielte der Film allein in Großbritannien über 40 Millionen Pfund ein.
In den Vereinigten Staaten stieg Ein Quantum Trost bei seiner Veröffentlichung auf den ersten Platz der Kinocharts ein und nahm 70 Millionen US-Dollar ein, 30 Millionen Dollar mehr als sein Vorgänger Casino Royale. In Deutschland wurde der Film zehn Tage nach seiner Premiere von über 3 Millionen Besuchern gesehen. Weltweit nahm Ein Quantum Trost bis zum 13. März 2009 insgesamt 575 Millionen US-Dollar an den Kinokassen ein.
Der Film erschien am 27. März 2009 in Deutschland auf DVD. 2009 wurde er als Blu-Ray veröffentlicht und erfuhr eine minimale Überarbeitung zum 50. Jubiläum (2012) in einer neuen Auflage. Der Film lief am 24. April 2011 um 20:15 Uhr auf RTL erstmals im deutschen Free-TV.

### Produktplatzierung
In Ein Quantum Trost wird viel Produktplatzierung betrieben, so werden mehrmals Bonds Handy, ein Sony Ericsson, sowie seine Uhr, eine Omega, in Nahaufnahme gezeigt. Des Weiteren sind die meisten Autos, welche von den Darstellern gefahren werden, vom Autohersteller Ford Motor Company bzw. dessen Tochterfirmen, z. B. Ford (Ka und Edge, wobei der neue Ka erst 2009 erschienen ist und in diesem Film erstmals umfangreich zu sehen war), Aston Martin (gehörte bis 2007 zu Ford), Land Rover, Jaguar (beide gehörten bis 2008 ebenfalls zu Ford) sowie Volvo (gehörte bis März 2010 zu Ford) und Alfa Romeo (gehört zu Fiat). So wie in allen Bond-Filmen rüsteten auch diesmal wieder deutsche Waffenhersteller James Bond aus. Im Film ist u. a. die Maschinenpistole HK UMP sowie die aus den früheren Bond-Filmen bekannte Walther PPK zu sehen, wobei er interessanterweise in Casino Royale noch eine Walther P99 hatte. Ebenfalls werden Segelyachten von Hallberg-Rassy und die Erste Klasse der Virgin Atlantic in Nahaufnahmen gezeigt.

### Computerspiel
Gleichzeitig zum Film brachte die Firma Activision ein Spiel zum Film heraus, das auf der Infinity-Ward-Engine der Call-of-Duty-Spiele basiert. Electronic Arts hatte die James-Bond-Lizenz zuvor verloren. Besonderheit in diesen Computerspiel ist, dass auch die Handlung von Casino Royale als Rückblende in mehrere Spiellevel verflochten ist.

## Kritiken
Ein Quantum Trost erhielt ein verhaltenes Presseecho, was sich auch in den Auswertungen US-amerikanischer Aggregatoren widerspiegelt. So erfasst Rotten Tomatoes zwar mehrheitlich wohlwollende Besprechungen und ordnet den Film dementsprechend als „Frisch“ ein. Laut Metacritic fallen die Bewertungen im Mittel aber nur „Gemischt oder Durchschnittlich“ aus.
So lobt Filmstarts den Film auf Grund seiner unkonventionellen Machart: „James Bond 007 – Ein Quantum Trost ist State of the Art bis an die Schmerzgrenze. Wer sich auf diesen neuen 007 einlässt, wird mit einem imposanten Action-Abenteuer-Inferno entlohnt, das auf die Vergangenheit pfeift und Bond endgültig in der Neuzeit verankert. Daniel Craig begeistert als primitiver Berserker, der zwischen alle Fronten gerät und Amok läuft. Marc Forster inszeniert Ein Quantum Trost als Action nonstop, komprimiert auf 103 atemlose Minuten. Ein ebenso grimmiger wie großartiger Film.“
In der Frankfurter Allgemeinen Zeitung hingegen bekommt der Film nur wenig Lob: James Bond sei „im Jahre 2008 nur ein Actionheld wie jeder andere“, der Film sei „ein ordentlicher Actionfilm ohne jeden Mehrwert“. Auch der US-amerikanische Online-Kritiker James Berardinelli fand den Film weniger befriedigend, auch weil die Verbrecherorganisation „Quantum“ und ihre Schergen zu wenig zur Geltung kommen:

„Leider wirkt das Geschehen eher bedeutungslos. Es gibt keine echte Auflösung. Ehrlich gesagt fühlt sich all das nicht wie ein vollständiger Film an, oder zumindest kein vollständiger Bond-Film. […] Andererseits hingen die Hoffnungen nach Casino Royale vielleicht zu hoch, dass die Bond-Filme jetzt ein neue, höhere Stufe erreicht haben.“

Die Südwest Presse titelt „Straff, schnell, nicht das ganz große Bond-Spektakel“ und fragt „wie weit darf man eine legendäre Filmfigur ihrer eigenen Mythologie entkleiden? Offenbar umfassend. Der neue Bond-Film Ein Quantum Trost ist ein straffer, solider Action-Thriller. Nicht mehr, nicht weniger.“ Die Ausstattung wirkt „stilisiert“ und die Grenzen vom hochenergetisch-hektischen zum konfusen Schnitt sind „fließend“. „Die Handlung eher simpel gestrickt“, „die Rolle des Bösewichts Greene gibt wenig her“, „sein Handlanger Elvis hat wenig zu tun“, „die Ukrainerin Olga Kurylenko als Camille? Eine der blassesten Bond-Frauen überhaupt“. „Und sonst? Der Titelsong ist unbondisch, der Vorspann mau, der Aston Martin alsbald verbeult.“ Positiv wird dagegen Craig beurteilt: „Hauptdarsteller Daniel Craig macht hingegen da weiter, wo er vor zwei Jahren aufgehört hat. Sein Bond hat eine enorme Anspannung und physische Präsenz; eisige Oberfläche, unter der es brodelt.“
Die Telepolis kommt ebenfalls zum Schluss, dass der neue Bond-Film kein Bond-Film mehr ist („Aber so ist das halt bei Modernisierungen. Der ‚Playboy‘ ist kein ‚Playboy‘ mehr, die SPD keine SPD und nun ergeht es James Bond mit Daniel Craig ein bisschen ähnlich.“). Telepolis beschreibt den Stil des Films als hektisch und stellt die Frage, warum man sich den Film überhaupt ansehen sollte („Hektik, Atemlosigkeit, der Eindruck, dass dieser Bond für nichts, aber auch gar nichts Zeit hat, überwiegt alles. Vorbei mit dem schönen Agentenleben, Schluss mit lustig. Aber war dieses schöne Agentenleben nicht mal der Grund, sich James-Bond-Filme überhaupt anzugucken?“). Auch der Regisseur habe seine Fähigkeiten überschätzt („Quantum of Solace gehört […] in jene Gruppe von Filmen, in denen Regisseure, die sich selbst überschätzen, so wie ihr Können in der Öffentlichkeit maßlos überschätzt wird, sich darin gefallen, eine eingeführte Figur völlig umzudefinieren oder gleich links liegen zu lassen – ein Fall von Narzissmus eher als von Genie.“).

„Der ebenso rasant wie virtuos geschnittene Actionfilm erreicht trotz nachdenklicher Untertöne nicht die emotionale Tiefe des Vorgängers, bietet aber innerhalb des Genres perfekte Unterhaltung.“

Peter Travers veröffentlichte im Jahr 2012 im Rolling Stone seine persönliche Rangliste aller (damals 24) Bond-Filme, wobei Ein Quantum Trost den letzten Platz belegte. Travers bezeichnete den Film als „Fiasko“. Die Handlung verliere sich durch den zusammenhanglosen Schnitt, Regisseur Marc Forster habe „keinen Sinn für die Darstellung von Action“, die daher „absurd überkompensiert“ wirke.

## Weiterführende Informationen